# Megasema depravata
Megasema depravata là một loài bướm đêm trong họ Noctuidae.